# Ellie Roebuck
Ellie Roebuck (Sheffield, 23 september 1999) is een voetbalspeelster uit Engeland. Ze speelt als keeper voor Aston Villa in de Super League.

## Clubcarrière
Ellie Roebuck begon haar carrière bij Sheffield United. In 2016 stapte ze over naar de jeugdopleiding van Manchester City. In januari 2018 tekende ze haar eerste profcontract bij Manchester City. Een maand later maakte ze haar debuut doordat eerste keepster Karen Bardsley met een blessure kampte. In dat seizoen won Roebuck met City de FA Cup en de League Cup.
In het seizoen 2021-2022 kampte Roebuck met een blessure waardoor ze veel wedstrijden moest missen. Ze kwam dat seizoen maar tot tien wedstrijden. Het seizoen erna kwam Roebuck tot 1e wedstrijden voor de Citizens. Op 21 mei 2023 kreeg Roebuck in de 42ste minuut een rode kaart. Ze werd vervangen door Khiara Keating die sindsdien Roebuck is voorbijgestreefd in de pikorde. In het seizoen 2023-2024 moet Roebuck genoegen nemen met een plek op de bank.
Op 19 juni 2024 verliet ze Manchester City en tekende ze een tweejarig contract bij FC Barcelona. In Catalaanse dienst was ze tweede keus achter Cata Coll en kwam ze tot twee optredens in de Primera Division. Op 7 juli 2025 werd bekend dat Roebuck FC Barcelona achter zich en een dag later tekende ze een tweejarig contract bij Aston Villa WFC in haar geboorteland.

## Statistieken
| Seizoen | Club            | Land     | Competitie       | Wedstrijden | Doelpunten |
| ------- | --------------- | -------- | ---------------- | ----------- | ---------- |
| 2019/20 | Manchester City | Engeland | Super League     | 15          | 0          |
| 2020/21 | Manchester City | Engeland | Super League     | 20          | 0          |
| 2021/22 | Manchester City | Engeland | Super League     | 10          | 0          |
| 2022/23 | Manchester City | Engeland | Super League     | 17          | 0          |
| 2024/25 | FC Barcelona    | Spanje   | Primera Division | 2           | 0          |
| Totaal  | Totaal          | Totaal   | Totaal           | 65          | 0          |

Laatste update: 8 juli 2025

## Interlandcarrière
Roebuck maakte haar debuut voor Engeland op 8 november 2018 in een wedstrijd tegen Oostenrijk. In een 2-1 overwinning op Spanje maakte Roebuck haar basidebuut.
In 2020 werd Roebuck geselecteerd door bondscoach Phil Neville voor het Brits olympisch team dat meedeed aan de Olympische Spelen 2020. Roebuck keepte in alle vier de wedstrijden die Engeland speelde op het toernooi voordat ze werden uitgeschakeld tegen Australië in de kwartfinales.
In 2022 zat Roebuck bij de selectie van Engeland voor het EK 2022 waarin Engeland de finale wist te halen. Deze werd met 2-1 gewonnen van Duitsland waardoor Hampton en co de eindoverwinning binnenhaalden. Roebuck maakte geen minuten op dit toernooi
In 2023 werd Roebuck opnieuw geselecteerd door bondscoach Sarina Wiegman voor het WK 2023. Engeland wist de finale van het WK te halen. Deze werd echter met 1-0 verloren tegen Spanje. Roebuck maakte opnieuw geen minuten op dit toernooi.
1 Earps ·
2 Bronze ·
3 Daly ·
4 Walsh ·
5 Greenwood ·
6 Bright ·
7 Mead ·
8 Williamson  ·
9 White ·
10 Stanway ·
11 Hemp ·
12 Carter ·
13 Hampton ·
14 Kirby ·
15 Stokes ·
16 Scott ·
17 Parris ·
18 Kelly ·
19 England ·
20 Toone ·
21 Roebuck ·
22 Wubben-Moy ·
23 Russo ·
Coach: Wiegman
1 Earps ·
2 Bronze ·
3 Charles ·
4 Walsh ·
5 Greenwood ·
6 Bright  ·
7 James ·
8 Stanway ·
9 Daly ·
10 Toone ·
11 Hemp ·
12 Nobbs ·
13 Hampton ·
14 Wubben-Moy ·
15 Morgan ·
16 Carter ·
17 Coombs ·
18 Kelly ·
19 England ·
20 Zelem ·
21 Roebuck ·
22 Robinson ·
23 Russo ·
Coach: Wiegman